# 5404 Uemura
5404 Uemura este un asteroid din centura principală de asteroizi.

## Descriere
5404 Uemura este un asteroid din centura principală de asteroizi. A fost descoperit pe 15 martie 1991 la Kitami de Kin Endate și Kazuro Watanabe. El prezintă o orbită caracterizată de o semiaxă mare de 2,25 ua, o excentricitate de 0,07 și o înclinație de 9,9° în raport cu ecliptica.